# 질발트역
질발트역(Sihlwald)은 스위스 취리히주에 있는 질 계곡과 호르겐에 있는 기차역이다. 역은 질탈 취리히 위틀리베르크 철도(SZU)가 운영하는 질탈 노선에 있다. 역 이름은 방문자 센터가 역에 인접해 있는 주변의 질발트 숲과 자연 보호 구역에서 따온 것이다.
질발트역은 1892년 취리히 젤나우역에서 개통된 질탈 노선의 원래 종착역이었다. 1897년 질탈 노선은 질브루크역까지 연장되었으며, 스위스 북동부 철도 (NOB)의 취리히와 루체른 노선이 연결되었다. 역에는 유산 철도 협회 취리히 박물관 철도에서 사용하는 확장 당시의 기관차 창고가 남아 있다.
오늘날, 이 역은 취리히 S-반의 서비스 S4의 공식적인 종착역이다. 보호림 안에 있고 인근에 다른 교통 유발원이 거의 없어서 대부분의 S4 열차는 취리히에서 한 정거장 더 가까운 랑나우-가티콘에서 종착한다. 이 역은 1시간에 한 대의 열차가 운행되는 역이다. 질발트를 넘어 질브루크까지 가는 철도는 여전히 존재하지만, 더 이상 일반 여객 열차 서비스를 제공하지 않는다.

## 운행편
역에는 다음 여객 열차가 운행된다:
| 운영 | 차량           | 노선 | 정기편        | 비고 |
| ---- | -------------- | --- | ------------- | ---- |
| SZU  | 취리히 S-반 S4 | 취리히 Hbf - 취리히 젤나우 - 취리히 기슈벨 - 취리히 잘슈포어탈레 - 취리히 브루나우 - 취리히 마네크 - 취리히 라임바흐 - 주드-오버라임바흐 - 아들리스빌 - 질라우 - 빌트파크-회플리 - 랑나우-가티콘 - 질발트 | 시간당 1 차량 |      |

## 갤러리
- 역사 건물
- 차량 차고